# Comuna Lisovi Sorociînți, Prîlukî
Lisovi Sorociînți (în ucraineană Лісові Сорочинці) este o comună în raionul Prîlukî, regiunea Cernihiv, Ucraina, formată din satele Lisovi Sorociînți (reședința) și Strilnîkî.

## Demografie
Componența lingvistică a comunei Lisovi Sorociînți
     Ucraineană (95,37%)
     Rusă (4,13%)
Conform recensământului din 2001, majoritatea populației comunei Lisovi Sorociînți era vorbitoare de ucraineană (95,37%), existând în minoritate și vorbitori de rusă (4,13%).